# Нов дворец
Новият дворец (на турски: Saray-ı Cedid-i Amire), или още Одрински сараи (на турски: Edirne Sarayı), е османски дворец и резиденция в Одрин от периода на формиране на еничарския корпус до превземането на Константинопол (1453). Днес дворецът е в реставрация и възобновяване от 2008/2009 г.
Намира се северозападно от града в гора на брега на Тунджа и заема площ от около 3/3,5 декара. 

## История
След пренасянето на османската столица от Бурса в Одрин възниква като ловна резиденция на султана. Построен по инициатива на Мурад II и реализиран при управлението на Мехмед II от Шахбедин паша. Непрекъснато дострояван с нови павилиони, фонтани и сгради дворецът достига апогея си при управлението на Мехмед IV и великите везири Кьопрюлю.
Използван до XIX век като място за отдих, разтуха и резидиране от султаните Сюлейман I, Селим II, Ахмед I, Мехмед IV, Ахмед II, Мустафа II и Ахмед III, Одрин с двореца му западат след истанбулското въстание с края на епохата Кьопрюлю.
В двореца са сключени всички исторически одрински мирни договори в периода от разцвета на Османската империя до последния белязал с три години края на еничарството с корпуса му.
До XXI век са се запазили 10 от около 100 съществували в миналото сгради. От 1874 г. запуснатият дворец се използвал за арсенал и по тази причина по време на освобождението на България е взривен с цел мунициите да не попаднат в руски ръце. 

## Фотогалерия
- Джиханнюма
- Мостът на Завоевателя с Палатата на справедливостта на Сюлейман Кануни
- Руините на двореца, чиято основна сграда (от 1452 г.) е на седем етажа с басейн на покрива
- Хамам